# Kiischpelt
Kiischpelt − miejscowość i gmina (gemeng / commune / Gemeinde) w północno-zachodnim Luksemburgu, w kantonie Wiltz. Do 3 października 2015 gmina leżała w dystrykcie Diekirch. Siedziba administracyjna gminy znajduje się w miejscowości Wilwerwiltz. Liczy 1260 mieszkańców (1 stycznia 2023).

## Podział administracyjny
Do gminy należy dziesięć miejscowości, w tym siedem (Uertschaft) oraz trzy lieu-dit: 
1. Alscheid (Alschent)
2. Cense de Kaan (Koenerhaff), lieu-dit
3. Enscherange (Äischer / Enscheringen)
4. Kautenbach (Kautebaach)
5. Lellingen (Lellgen)
6. Merkholtz (Mäerkels / Merkholz)
7. Pintsch (Pënsch)
8. Schuttbourg-Château (Schibbreger Schlass / Schüttburger-Schloss), lieu-dit
9. Schuttbourg-Moulin (Schibbreger Millen / Schüttburger Mühle), lieu-dit
10. Wilwerwiltz (Wëlwerwolz)